# Georges Demas
Georges Demas, de son vrai nom Georges Michel Lucien Muscadel-Massüe, né le 10 avril 1923 dans le 17e arrondissement de Paris et mort le 27 janvier 2003 à Lisieux, est un acteur français, spécialisé dans les rôles de « bagarreur ». Il avait une compagnie de catcheurs et catcheuses.

## Filmographie
- 1949 : Mission à Tanger de André Hunebelle - Un client du cabaret
- 1951 : Juliette ou la clé des songes de Marcel Carné - Un homme du village
- 1952 : Fanfan la Tulipe de Christian-Jaque
- 1952 : Lucrèce Borgia de Christian-Jaque - Un bourreau de Micheletto
- 1952 : Monsieur Leguignon lampiste de Maurice Labro - Un agent
- 1954 : La Reine Margot de Jean Dréville - Un garde
- 1954 : Les pépées font la loi de Raoul André - Un homme de main
- 1955 : Port du désir de Edmond T. Gréville - Le barman de « L'Ancre de Marine »
- 1955 : Les Nuits de Montmartre de Pierre Franchi
- 1955 : Razzia sur la chnouf de Henri Decoin - L'inspecteur Dupont
- 1956 : La Route joyeuse - "The happy road"  de Gene Kelly
- 1956 : Fernand cow-boy de Guy Lefranc - Un cow-boy
- 1956 : Les carottes sont cuites de Robert Vernay
- 1956 : Les Violents de Henri Calef - Un policier
- 1957 : L'inspecteur aime la bagarre de Jean Devaivre - Victor
- 1957 : Le rouge est mis de Gilles Grangier - Le chauffeur de la 203
- 1957 : Le Feu aux poudres de Henri Decoin - Un gendarme au restaurant
- 1957 : L'Étrange Monsieur Steve de Raymond Bailly
- 1957 : En bordée de Pierre Chevalier
- 1957 : Le Coin tranquille de Robert Vernay - Le chauffeur du car des choristes et Un motard au barrage
- 1957 : Fumée blonde de Robert Vernay
- 1957 : Vacances explosives de Christian Stengel - Le garagiste de la police
- 1958 : Archimède le clochard de Gilles Grangier - Un ouvrier des Halles
- 1958 : Un drôle de dimanche de Marc Allégret - Le chauffeur de la voiture
- 1958 : En bordée de Pierre Chevalier
- 1958 : Les Vignes du Seigneur de Jean Boyer - Un badaud lors de l'accident
- 1958 : Amour, autocar et boîte de nuit de Walter Kapps
- 1959 : Le fauve est lâché de Maurice Labro - Un inspecteur
- 1959 : Monsieur Suzuki de Robert Vernay
- 1959 : Austerlitz de Abel Gance et Roger Richebé
- 1959 : Le Gendarme de Champignol de Jean Bastia - Marcel
- 1959 : Les Mordus de René Jolivet
- 1960 : Comment qu'elle est de Bernard Borderie - Le barman de "La Pomme d'Amour"
- 1961 : Les Bras de la nuit de Jacques Guymont
- 1961 : Le Capitaine Fracasse de Pierre Gaspard-Huit - Un homme de main du duc de Valembreuse
- 1962 : Le crime ne paie pas de Gérard Oury, dans le sketch : L'homme de l'avenue : L'agent Duplantin
- 1963 : Les Femmes d'abord de Raoul André - Un homme de main chez Clémenti
- 1963 : D'où viens-tu Johnny ? de Noël Howard - Charlot